# Коефіцієнт інтелекту

Тести на ай-к'ю спеціально розроблені для отримання нормального розподілу результатів

Коефіціє́нт інтеле́кту, ай-к'ю́ або айк'ю́ (англ. IQ — intelligence quotient) — кількісна оцінка рівня інтелекту людини: рівень інтелекту відносно рівня інтелекту середньостатистичної людини такого ж віку. Визначається за допомогою спеціальних тестів.
Тести ай-к'ю розраховані на оцінку розумових здібностей, а не рівня знань (ерудиції). Коефіцієнт інтелекту є спробою оцінити фактор загального інтелекту.
Тести ай-к'ю розробляються так, щоб результати описувалися нормальним розподілом з середнім значенням ай-к'ю, рівним 100 і таким чином, щоб 50 % людей мали ай-к'ю між 90 та 110 і по 25 % — нижче 90 та вище 110. Значення ай-к'ю менш як 70 часто кваліфікується як розумова відсталість.

## Історія
Поняття коефіцієнту інтелекту ввів Вільям Штерн 1912 року. Він спрямував увагу на серйозні недоліки розумового віку, як показника в шкалах Біне. Штерн запропонував використовувати як показник інтелекту частку від ділення розумового віку на хронологічний. Ай-к'ю вперше був використаний у шкалі інтелекту Стенфорда-Біне 1916 року.
У наш час інтерес до тестів на ай-к'ю зріс у багато разів, через що з'явилася велика кількість різних необґрунтованих шкал. Тому порівнювати результати різних тестів дуже важко і саме число ай-к'ю втратило інформативну цінність.

## Тести ай-к'ю
Кожен тест складається з безлічі різних завдань, де рівень складності поступово зростає. Серед них тестові завдання на логічне та просторове мислення, а також завдання інших типів. За результатами тесту підраховується ай-к'ю.
Помічено, що чим більше варіантів тесту проходить випробовуваний, тим кращі результати він демонструє. Найвідомішим тестом є Тест Айзенка. Більш точними є тести Векслера, Тест Равена, Тест Амтгауера. При використанні теста Равена, критичним вважається рівень в 70 балів. Нижче цього рівня клінічні психологи класифікують розумову відсталість. На цей момент не існує єдиного стандарту на тести ай-к'ю.
Тести поділяються за віковими групами та показують розвиток людини, відповідно до її віку. Тобто дитина в 10 років та випускник вишу можуть мати однаковий ай-к'ю, оскільки розвиток кожного з них відповідає своїй віковій групі. Тест Айзенка розроблений для вікової групи від 18 років і передбачає максимальний рівень ай-к'ю у 160 балів.
Більшість тестів, які можна знайти в мережі Інтернет і які претендують на вимір ай-к'ю, розроблені некомпетентними організаціями й особами та зазвичай значно завищують результати. Всі дослідження, які доводять зв'язок ай-к'ю та інтелекту, загальної здібності до розв'язання задач, академічного та професійного потенціалу та інших соціальних наслідків, належать до результатів професійних тестів на ай-к'ю, таких як Тест Векслера тощо.

## Вплив на ай-к'ю

### Спадковість
Роль генетики та навколишнього середовища в прогнозі ай-к'ю розглядається в Plomin et al. (2001, 2003). До останнього часу спадковість, переважно, вивчалася на дітях. Різні дослідження показали спадковість в межах між 0,4 і 0,8 в США,
що означає, залежно від дослідження, що від трохи меншої половини до помітно більшої половини різниці в ай-к'ю, серед спостережуваних дітей, залежала від їх генів. Інше залежало від умов існування дитини та помилки виміру. Спадковість в межах від 0,4 до 0,8 припускає, що ай-к'ю «значно» спадкове.

### Окремі гени
За роботу людського мозку відповідає більша частина з більш ніж 17 000 наявних генів. Хоча деякі дослідження показують вплив окремих генів на рівень ай-к'ю, жодне з них не носить помітного ефекту. Більшість виявлених залежностей між генами і ай-к'ю були помилково позитивними. Останні дослідження показали слабкий вплив окремих генів на коефіцієнт інтелекту як серед дорослого населення, так і серед дітей.

### Пошук спадкових причин ай-к'ю
Почалися дослідження, які покликані з'ясувати генетичні відмінності між людьми з високим та низьким ай-к'ю. Так, Пекінський інститут геноміки (англ. Beijing Genomics Institute) розпочинає проєкт з повногеномного пошуку асоціацій у людей з високими розумовими здібностями. Відкриття генетичних причин може дозволити винайти засоби для підвищення ай-к'ю. Країни, які отримають доступ до таких технологій, зможуть ще сильніше піти вперед в економічному та науково-технічному розвитку.

### Довкілля
Довкілля, зокрема, сім'я, робить помітний вплив на розвиток інтелекту дитини. Були виявлені залежності від багатьох факторів, що характеризують рівень життя родини, наприклад, розмір та вартість будинку, річний прибуток, відносини між членами родини, методи виховання та інше. Такий вплив приносить коефіцієнту інтелекту частку в 0.2 — 0.35. Але чим старше стає дитина, тим слабкіше ця залежність проявляється, та практично повністю зникає до моменту повноліття. Ці дослідження були проведені серед звичайних сімей з двома батьками.
В силу генетичних особливостей кожної людини, діти з однієї і тієї ж родини можуть по різному реагувати на одні й ті ж оточувальні фактори.
Нездорове, обмежене харчування може зменшити здатність мозку обробляти інформацію. Дослідження 25 446 осіб Danish National Birth Cohort привели до висновку, що харчування рибою під час вагітності та годуванні грудьми немовляти підвищують його ай-к'ю.
Інше дослідження понад 13 тисяч дітей показало, що годування грудьми може підвищити інтелект дитини на 7 балів. Після опублікування цих результатів, вони були піддані жорсткій критиці, в тому ж журналі було опубліковано три критичні відгуки на статтю. Був відзначений недостатньо повний аналіз попередніх досліджень та ігнорування прийнятих теорій, був запропонований простіший альтернативний механізм формування змін в ай-к'ю, були поставлені під сумнів адекватність проведення тесту в даній віковій категорії випробовуваних, відзначена неврівноваженість («bias») випробовуваних за мовною складовою, підкреслені інші методологічні проблеми, і в цілому достовірність результатів поставлена під сумнів.

## Групові відмінності

### Стать
Більшість дослідників вважає, що в цілому середній розвиток інтелекту приблизно однаковий у чоловіків та жінок. Водночас у чоловіків більш виражений розкид: серед них більше як дуже розумних, так і дуже дурних; тобто серед людей з дуже високим або дуже низьким інтелектом більше чоловіків. Між чоловіками та жінками спостерігається також деяка різниця у вираженості різних сторін інтелекту. До п'ятирічного віку цих відмінностей немає. З п'яти років хлопчики починають перевершувати дівчаток у сфері просторового інтелекту та маніпулювання, а дівчатка хлопчиків — в області вербальних здібностей.
Серед чоловіків набагато частіше трапляються люди з високими математичними здібностями. За даними американської дослідниці К. Бенбоу, серед особливо обдарованих у математиці людей на 13 чоловіків припадає лише одна жінка.

### Раса
Дослідження серед жителів США показали наявність статистично значущого розриву між середньою величиною ай-к'ю різних расових груп. Цей розрив може використовуватися як обґрунтування так званого «Наукового расизму», проте за деякими дослідженнями він поступово скорочується.
Крім того, середній ай-к'ю, виміряний за старими тестами, зростає в часі. Внаслідок ефекту Флінна, середній ай-к'ю африканців в 1995 відповідає середньому ай-к'ю європеоїдів в 1945. Настільки значні зміни, що відбулися за кілька десятиліть, не можуть пояснюватися генетичними факторами.
Вплив соціальних факторів на ай-к'ю підтверджується дослідженнями дітей-сиріт. В США діти африканського походження, виховані білими названими батьками, мають на ~10 % вищий ай-к'ю, ніж не білими. У Великій Британії чорношкірі вихованці інтернатів мають вищий ай-к'ю, ніж білі.

### Країна
Були виявлені відмінності в середньому ай-к'ю між країнами. Ряд досліджень виявив зв'язок між середнім ай-к'ю країни та її економічним розвитком, ВВП, демократичністю, злочинністю, народжуваністю та атеїзмом. У країнах такі фактори навколишнього середовища як погане харчування та хвороби, ймовірно, знижують середній національний ай-к'ю.
В 2023 році, портал RankingRoyals представив рейтинг найрозумніших націй світу. Експерти проаналізували результати тестів, проведених у 2022 році, серед 1 595 983 жителів з 40 країн світу. Рейтинг очолили країни Азії. До першої десятки увійшли лише дві європейські країни, Німеччина та Словенія. Країнами, мешканці яких мають найвищий IQ, за версією RankingRoyals стали:
- Японія — 108.1;
- Південна Корея — 107.00;
- Китай — 106.59;
- Іран — 106.52;
- Сінгапур — 104.75;
- Монголія — 102.50;
- Австралія — 101.96;
- В’єтнам — 101.14;
- Німеччина — 101.06;
- Словенія — 101.05.

## Здоров'я і ай-к'ю
Належне харчування в дитинстві є критичним для розумового розвитку; погане харчування може зменшити ай-к'ю. Наприклад, нестача йоду призводить до зниження ай-к'ю в середньому на 12 балів.
Люди з вищим ай-к'ю зазвичай мають нижчу смертність та рідше страждають захворюваннями.

## Вік і ай-к'ю
Хоча сам ай-к'ю означає рідкість інтелектуальних здібностей у своїй віковій групі, розумові здібності взагалі досягають піку в 26 років, після чого йде повільний спад.
Ай-к'ю дорослих людей набагато значнішою мірою визначається генетикою, якщо порівняти з навколишнім середовищем, ніж ай-к'ю дітей. Деякі діти спочатку випереджають однолітків у ай-к'ю, але потім їх ай-к'ю вирівнюється щодо однолітків.

### Успішність в школі
Американська психологічна асоціація в доповіді «Інтелект: відоме та невідоме» (Intelligence: Knowns and Unknowns, 1995) зазначає, що згідно з усіма дослідженнями, діти з великими балами на тестах ай-к'ю зазвичай засвоюють більше шкільного матеріалу, ніж їх однолітки з нижчими балами. Кореляція між балами ай-к'ю й оцінками становить близько 0,5. Тести на ай-к'ю є одним зі способів відбору обдарованих дітей та складання для них індивідуальних (прискорених) планів навчання.

### Успіх в науковій діяльності
Деякі дослідження виявили, що цілеспрямованість та оригінальність відіграють вищу роль в досягненні успіхів в науці. Однак, доктор Айзенк наводить огляд вимірювань ай-к'ю (Roe, 1953) видатних вчених, на рівень нижче нобелівських лауреатів. Їх середній ай-к'ю був 166, хоча деякі з них набрали 177 — максимальний результат тесту. Їх середній просторовий ай-к'ю склав 137, хоча він міг би бути вище в молодшому віці. Їх середній математичний ай-к'ю був 154 (від 128 до 194).

### Продуктивність праці
За дослідженнями Франка Шмідта та Джона Гантера, під час наймання на роботу працівників без відповідного досвіду найуспішнішим провісником майбутньої продуктивності є загальні інтелектуальні здібності. Для передбачення продуктивності праці ай-к'ю має деяку ефективність для будь-яких видів діяльності, вивчених дотепер, але ця ефективність залежить від типу роботи. Хоча ай-к'ю тісніше пов'язаний з розумовими здібностями, а не з руховими навичками, бали на тестах ай-к'ю передбачають продуктивність у всіх професіях. Ураховуючи це, для найкваліфікованіших видів діяльності (дослідження, менеджмент) низький ай-к'ю з більшою ймовірністю буде перепоною для достатньої продуктивності, тоді як для найнекваліфікованіших видів діяльності мʼязова сила (сила рук, швидкість, витривалість і координація) передбачають продуктивність з більшою ймовірністю. Переважно, можливість передбачення ефективності за ай-к'ю пов'язана зі швидшим набуттям потрібних знань і навичок на робочому місці.
Американська психологічна асоціяція в доповіді «Інтелект: відоме та невідоме» зазначає, що оскільки ай-к'ю пояснює лише 29 % відмінностей у продуктивності праці, інші особистісні характеристики, як-от міжособистісні навички, риси особистості тощо, ймовірно, мають таку ж або більшу важливість, але наразі не існує настільки ж надійних способів їхнього вимірювання, як тести на ай-к'ю.

### Прибуток
Деякі дослідження показали, що інтелектуальні здібності та продуктивність праці лінійно залежні, тому більший ай-к'ю збільшує продуктивність праці. Чарльз Мюррей виявив, що ай-к'ю має істотний вплив на дохід людини, незалежно від родини та соціального класу, у яких людина виросла.
Американська психологічна асоціація в доповіді «Інтелект: відоме та невідоме» (Intelligence: Knowns and Unknowns, 1995) зазначає, що ай-к'ю бали пояснюють близько однієї чверті відмінностей між людьми в соціальному статусі й одну шосту різниці в доході.

### Ай-к'ю та злочинність
Американська психологічна асоціація в доповіді «Інтелект: відоме та невідоме» зазначає, що кореляція між ай-к'ю та злочинністю становить 0,2 (зворотний зв'язок). Кореляція 0,2 означає, що пояснені розбіжності у злочинності становлять менше 4 %. Важливо розуміти, що причинно-наслідкові зв'язки між балами тестів ай-к'ю і соціальними наслідками можуть бути непрямими. Діти з поганою шкільною успішністю можуть почувати себе відчуженими, а отже вони з більшою ймовірністю можуть скоїти правопорушення, порівняно з дітьми-відмінниками.
У книзі «g-фактор» (The g Factor, Arthur Jensen, 1998) Артур Дженсен цитує дані, згідно з якими люди з ай-к'ю у проміжку 70—90 незалежно від раси частіше скоюють правопорушення, ніж люди з нижчим або вищим ай-к'ю, причому пік злочинності припадає на 80—90 роки.

## Формула ай-к'ю
В різних тестах на визначення рівня інтелекту використовують різні формули для підрахунку
одна з них виглядає так: ай-к'ю = РВ / ХВ × 100,
де РВ — розумовий вік, а ХВ — 
хронологічний вік. Наприклад, людині 20 років, розумовий вік якої становить 22 роки, має ай-к'ю 22 / 20 × 100 = 110.

## Критика ай-к'ю
Тести на визначення коефіцієнта інтелекту неодноразово піддавалися критиці з боку вчених. Так, доктор фізико-математичних наук, академік РАН В. А. Васильєв виявив, що в тестах Айзенка на коефіцієнт інтелекту істотна частина завдань складена некоректно або авторські розв`язки є неправильними. Ось висловлювання Васильєва з цього приводу:
 «Я… вирішив вивчити тести без поспіху, тим більше що їх відповіді систематично не збігалися з моїми в задачах з моїх професійних областей: логіки та геометрії. І виявив, що більшість рішень автора тестів невірно. А в деяких випадках випробуваному взагалі залишається лише вгадати відповідь — на логіку спиратися безглуздо».
Виходячи з цього можна зазначити, що завдання на тести ай-к'ю оцінюють не лише здібності до логічного, дедуктивного мислення, а й до індуктивного. Правила виконання деяких ай-к'ю-тестів заздалегідь попереджають, що в деяких завданнях відповіді не випливають однозначно із завдання, і потрібно вибрати найбільш розумну або просту відповідь. Це відповідає багатьом реальним життєвим ситуаціям, в яких однозначної відповіді немає.
«Якщо людина відповіла так само як і Айзенк, то вона тим самим усього лише демонструє стандартність свого мислення, швидку та передбачувану реакцію на нескладний подразник. Трохи менш плоска людина сто разів задумається, перш ніж відповісти… Існує незліченна безліч можливих розв'язань кожної подібної задачі. Чим ви розумніші, тим імовірніше, що ваше рішення не збігається з авторським. Практичний сенс тут лише в одному: тому, хто дає „правильну“ відповідь на тести, буде легше вписатися в усереднену систему освіти та спілкуватися з людьми, які міркують так само як він. Загалом, Айзенк тестує ідеальну посередність».
Радянський психолог Лев Семенович Виготський у своїх роботах показав, що поточний ай-к'ю дитини мало що говорить про перспективи її подальшого навчання та розумового розвитку. У зв'язку з цим він ввів поняття «зона найближчого розвитку». Схожий жарт говорить, що тести на ай-к'ю насправді перевіряють здатність людини вирішувати ці тести. Це недалеко від істини. По суті від випробуваного потрібно рішення певних завдань певним чином. Чим насправді розумніша людина, тим більше варіантів рішень, альтернативних запропонованим творцями тесту, вона зможе запропонувати.

## Цікаві факти
У Великій Британії, як про це повідомляє The Mirror, геніальна 11-річна дитина Адріан Лі перевершила за показниками IQ Стівена Гокінга й Альберта Ейнштейна. Вважається, що загальновизнані генії набрали 160 балів, тоді як диво-малюк набрав 162 бали в тесті Mensa IQ. Хлопець, який мешкає в Барнеті (Лондон) після переїзду з Гонконгу, увійшов в один відсоток найкращих у світі за результатами згаданого тесту.